# Torbole Casaglia
Torbole Casaglia là một đô thị thuộc tỉnh Brescia trong vùng Lombardia ở Ý. Đô thị này có diện tích 13 km², dân số 5108 người.
Đô thị này giáp với các đô thị sau: Azzano Mella, Castel Mella, Lograto, Roncadelle, Travagliato.